# Steve Bould
Pour les articles homonymes, voir Bould.
Steve Bould, né le 16 novembre 1962 à Stoke-on-Trent en Angleterre, est un footballeur international anglais qui joue au poste de défenseur central, reconverti au poste d'entraîneur.

## Biographie

### Entraîneur
Après avoir pris sa retraite sportive en septembre 2000, Bould devient entraîneur des équipes jeunes d'Arsenal lors de l'été 2001.
Le 24 mai 2012, le club londonien annonce que Bould remplace Pat Rice au poste d'entraîneur adjoint à compter du 1er juillet suivant.

## Palmarès

### En club
- Arsenal
  - Champion d'Angleterre :
    - Vainqueur: 1988-89, 1990-91, 1997-98

  - Coupe d'Europe des vainqueurs de coupe de football
    - Vainqueur : 1994
    - Finaliste : 1995

  - FA Cup:
    - Vainqueur : 1993, 1998

  - League Cup :
    - Vainqueur : 1993

  - Charity Shield :
    - Vainqueur : 1991, 1998